# Richard M. Hogg
Richard Milne Hogg est un linguiste britannique né le 20 mai 1944 à Édimbourg et mort le 6 septembre 2007 à Manchester.

## Biographie
Richard Hogg suit des études de langue et littérature anglaises à l'université d'Édimbourg. Diplômé en 1967, il prépare une thèse sur la syntaxe de l'anglais moderne et travaille également pour le projet de dialectologie du moyen anglais lancé par le professeur Angus MacIntosh. Il quitte le Royaume-Uni en 1969 pour enseigner l'anglais à l'université d'Amsterdam pendant quatre ans. Il est ensuite professeur à l'université de Lancaster de 1973 à 1980 avant d'être nommé à la chaire Smith de langue anglaise et littérature médiévale de l'université de Manchester, un poste qu'il occupe jusqu'à sa mort. Il est élu fellow de la British Academy en 1994 et fellow de la Royal Society of Edinburgh en 2004.
Le principal domaine d'étude de Richard Hogg est l'histoire de la langue anglaise. Il est notamment l'éditeur général de la Cambridge History of the English Language, publiée entre 1992 et 2001. En 1997, il fonde le journal académique English Language and Linguistics avec Bas Aarts et David Denison. Il meurt d'une crise cardiaque à l'âge de soixante-trois ans, laissant plusieurs travaux inachevés, dont le second volume de sa Grammar of Old English (complété par R. D. Fulk et publié en 2011) et une History of English Dialectology,.

## Quelques publications
- 1977 : English Quantifier Systems
- 1987 : Metrical Phonology: A Course Book (avec C. B. McCully)
- 1992 : A Grammar of Old English, Volume 1: Phonology
- 2011 : A Grammar of Old English, Volume 2: Morphology (avec R. D. Fulk)